# فندق مومباي
فندق مومباي هو فيلم جريمة واقعي تم إنتاجه في أستراليا والهند وصدر في سنة 2018. الفيلم من إخراج أنثوني ماراس وكتابة جون كولي، ومن بطولة ديف باتيل وأرمي هامر ونازانين بنيادي وأنوبام خير وجايسون إسحاق. الفيلم يحكي القصة الواقعية التي حدثت في مومبي فيما يعرف بهجمات مومباي الإرهابية 2008، ويركز الفيلم على ما حدث في فندق تاج محل.
عُرض الفيلم لأول مرة في مهرجان تورونتو السينمائي الدولي في 7 سبتمبر 2018.

## القصة
يتحدث الفيلم عن حادثة حقيقة مأساويه حصلة عام 2008 بمومباي حيث اقتحم ارهابيون فندق (تاج) وقتلوا عدد كبير من رواد الفندق والعاملين فيه، وحاول الناجون الفرار.

## الميزانية والإيرادات
بلغت تكلفة إنتاج الفيلم حوالي 17.3 مليون دولار بينما حقق إيرادات تقدر بـ 16.6 مليون دولار.

## وصلات خارجية
- فندق مومباي على موقع IMDb (الإنجليزية)
- فندق مومباي على موقع ميتاكريتيك (الإنجليزية)
- فندق مومباي على موقع روتن توميتوز (الإنجليزية)
- فندق مومباي على موقع ألو سيني (الفرنسية)
- فندق مومباي على موقع Turner Classic Movies (الإنجليزية)
- فندق مومباي على موقع أول موفي (الإنجليزية)
- فندق مومباي على موقع بوكس أوفيس موجو (الإنجليزية)
- فندق مومباي على موقع فيلمافينيتي (الإسبانية)
- فندق مومباي على موقع قاعدة بيانات الفيلم (الإنجليزية)
- فندق مومباي على موقع ليتربوكسد (الإنجليزية)
- فندق مومباي  في قاعدة بيانات الأفلام على الإنترنت (بالإنجليزية)